# Список екорегіонів Сомалі
Нижче наведено список  екорегіонів в Сомалі, про що свідчить  Всесвітній Фонд дикої природи (ВФД).

## Наземні екорегіони
по  основних типах середовищ існування 

### Тропічні та субтропічні вологі широколисті ліси
- Гірські ліси Ефіопії
- Прибережні ліси Північного Занзібару-Іньямбане

### Тропічні і субтропічні луки, савани і чагарники
- Сомалійські акацієві і комміфорні чагарники

### Пустелі і посухостійкі чагарники
- Посухостійкі чагарники і луки Ефіопії
- Луга і чагарники Хоб'ю
- Гірські рідколісся Сомалі

### Мангри
- Мангри Східної Африки